# 詭屋 (小說)
《詭屋》是網路作家雨穴將網路文章、YouTube影片兩者連結而成的不動產懸疑小說，於2021年7月20日出版。續作於2023年12月19日出版。改編真人電影於2024年3月15日上映。

## 概要
最初是2020年10月12日首次發表於網路媒體オモコロ（Omokoro）上的文章。2020年10月30日以為標題上傳至YouTube，獲得良好口碑，截至2022年11月的點閱率已超過一千萬次。小說版截至2024年4月銷量已超過150萬本。

## 出版書籍

### 小說
| 冊數 | 飛鳥新社                 | 飛鳥新社       | 飛鳥新社               | 春天出版社     | 春天出版社             | 台海出版社 | 台海出版社             |
| 冊數 | 標題                     | 發售日期       | ISBN                   | 發售日期       | ISBN                   | 發售日期   | ISBN                   |
| ---- | ------------------------ | -------------- | ---------------------- | -------------- | ---------------------- | ---------- | ---------------------- |
| 1    | 変な家                   | 2021年7月20日  | ISBN 978-4-86410-845-4 | 2023年10月31日 | ISBN 978-957-741-583-7 | 2023年7月  | ISBN 978-7-5168-3561-6 |
| 2    | 変な家2 〜11の間取り図〜 | 2023年12月15日 | ISBN 978-4-86410-982-6 |                |                        | 2025年3月  | ISBN 978-7-5168-4109-9 |

### 漫畫
本作的漫畫版本，於2023年1月25日起開始連載，以配合新創刊的「comic HOWL」（一迅社）推出。由綾野暁負責作畫。單行本第1集於2023年6月16日發行。
2024年獲得「みんなが選ぶ!!電子コミック大賞2024」男性部門獎項、獲得「全國書店店員推薦漫畫2024」第9名。本作也在日本動漫新聞網站《Anime！Anime！》的投票調查「2024下半年版 最想動畫化的漫畫作品？」名單榜上有名。
| 集數 | 一迅社         | 一迅社                 | 東立出版社   | 東立出版社             |
| 集數 | 發售日期       | ISBN                   | 發售日期     | ISBN                   |
| ---- | -------------- | ---------------------- | ------------ | ---------------------- |
| 1    | 2023年6月16日  | ISBN 978-4-7580-2550-8 | 2024年6月5日 | ISBN 978-626-02-0626-0 |
| 2    | 2023年11月30日 | ISBN 978-4-7580-2610-9 |              |                        |
| 3    | 2024年3月8日   | ISBN 978-4-7580-2667-3 |              |                        |
| 4    | 2024年10月16日 | ISBN 978-4-7580-2785-4 |              |                        |
| 5    | 2025年3月14日  | ISBN 978-4-7580-2874-5 |              |                        |

## 电影
于2024年3月15日在日本上映。由石川淳一执导，间宫祥太朗和佐藤二朗主演。
|                                           | 观影人数 （万人） | 观影人数 （万人） | 观影人数 （万人） | 票房 （亿日圆） | 票房 （亿日圆） |
| 週末                                      | 週末              | 累計              | 週末              | 累計            |                 |
| ----------------------------------------- | ----------------- | ----------------- | ----------------- | --------------- | --------------- |
| 第1星期週末 （2024年3月15日・16日・17日） | 第1名             | 34.4              | 34.4              | 4.74            | 4.74            |
| 第2星期週末 （3月22日・23日・24日）       | 第1名             | 39.9              | 119.6             | 5.19            | 15.52           |
| 第3星期週末 （3月29日・30日・31日）       | 第1名             | 39.0              | 207.8             | 4.91            | 26.23           |
| 第4星期週末 （4月5日・6日・7日）          | 第1名             | 28.9              | 277.8             | 3.71            | 34.59           |
| 第5星期週末 （4月12日・13日・14日）       | 第2名             | 16.7              | 308.6             | 2.22            | 38.61           |
| 第6星期週末 （4月19日・20日・21日）       | 第5名             |                   | 328.8             |                 | 41.26           |
| 第7星期週末 （4月26日・27日・28日）       | 第5名             |                   | 350.3             |                 | 44.04           |
| 第8星期週末 （5月3日・4日・5日）          | 第5名             |                   | 374.7             |                 | 47.19           |
| 第9星期週末 （5月10日・11日・12日）       | 第8名             |                   | 381.4             |                 | 48.08           |
| 第10星期週末 （5月17日・18日・19日）      | 10名 以外         |                   | 386.9             |                 | 48.81           |
| 第11星期週末 （5月24日・25日・26日）      | 10名 以外         |                   | 391.0             |                 | 49.34           |
| 第12星期週末 （5月31日・6月1日・2日）     | 10名 以外         |                   | 394.3             |                 | 49.75           |
| 第13星期週末 （6月7日・8日・9日）         | 10名 以外         |                   | 396.6             |                 | 50.05           |
| 第14星期週末 （6月14日・15日・16日）      | 10名 以外         |                   | 398.2             |                 | 50.25           |
| 第15星期週末 （6月21日・22日・23日）      | 10名 以外         |                   | 399.2             |                 | 50.39           |

| 上一届： 《劇場版 排球少年！！ 垃圾場的決戰》 | 2024年日本週末票房冠軍 第11-14週 | 下一届： 《名偵探柯南：100萬美元的五稜星》 |

## 外部連結
- 【不動産ミステリー】変な家 （页面存档备份，存于） - YouTube（日語）
- 『変な家』 （页面存档备份，存于） - 飛鳥新社（日語）
- 映画『変な家』公式サイト （页面存档备份，存于）（日語）
- 映画『変な家』公式的X（前Twitter）（日語）
- 映画『変な家』公式的Instagram帳戶（日語）
- 映画『変な家』公式的TikTok（日語）